# Jakobsberg

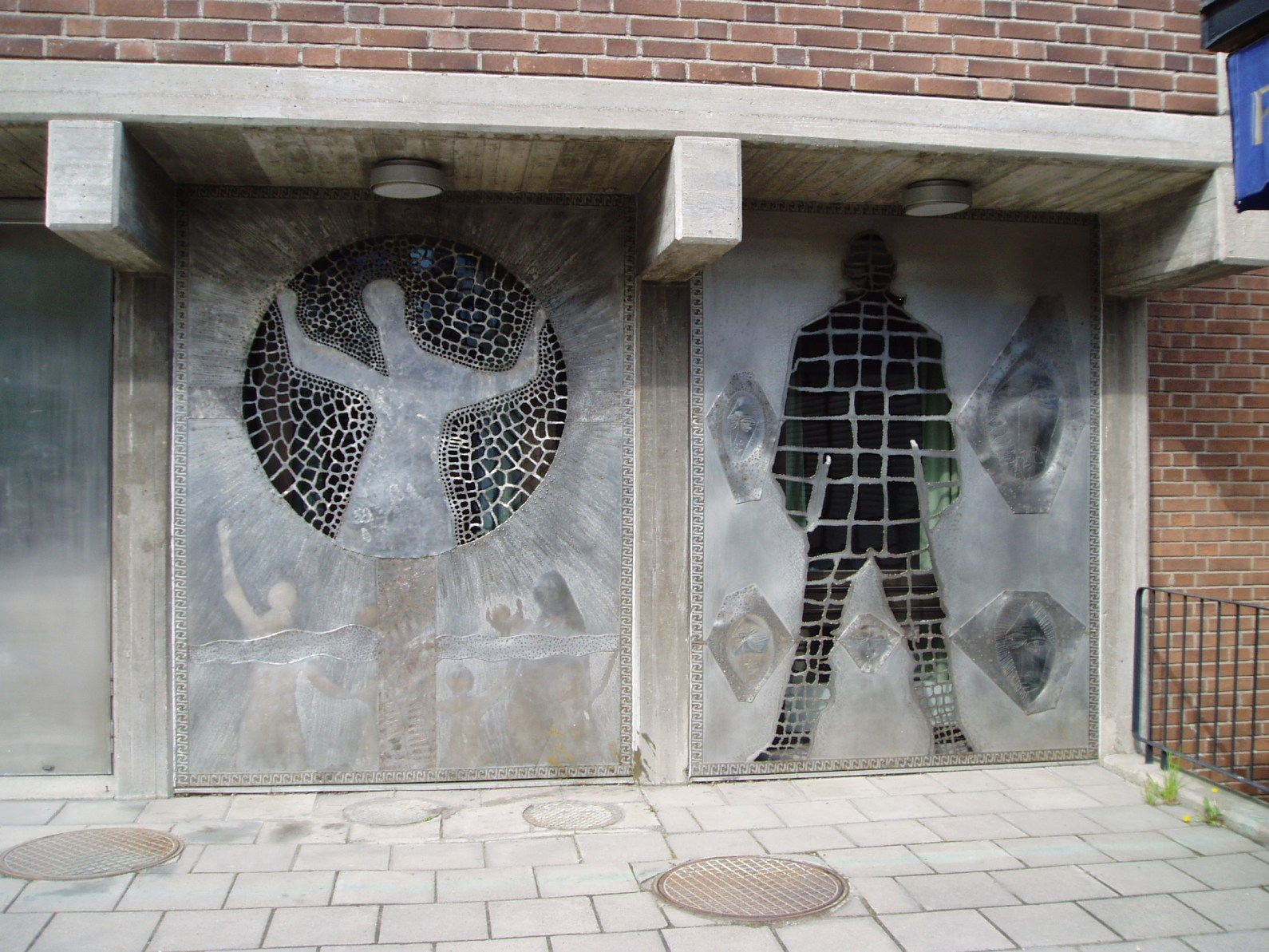
A Igreja de Jakobsberg

Jakobsberg é uma cidade da área metropolitana de Estocolmo, localizada na província histórica da Uplândia.

Tem cerca de 25923 habitantes e é a sede do município de Järfälla, no condado de Estocolmo, situado na parte central da Suécia.

## Património
- Igreja de Jakobsberg (Jakobsbergskyrkan)
- Templo Budista de Estocolmo (Stockholm Buddhist Vihara)[2]
- Escola Superior Popular de Jakobsberg (Jakobsbergs folkhögskola)[3]

## Personalidades ligadas a Jakobsberg
- Mikael Persbrandt (ator)
- Kayo (cantora)